# پترا فلکه
پترا فلکه (آلمانی: Petra Felke؛ زادهٔ ۳۰ ژوئیه ۱۹۵۹) پرتاب‌گر نیزه اهل آلمان بود.
از افتخارات وی میتوان به کسب مدال طلا پرتاب نیزه در بازی‌های المپیک تابستانی ۱۹۸۸ اشاره کرد.